# Ерліх Яків Миколайович
Яків Миколайович Ерліх (рос. Яков Николаевич Эрлих; нар. 3 червня 1988, Барнаул, РРФСР) — російський футболіст та тренер, нападник.

## Життєпис
Народився в Барнаулі. Вихованець місцевого «Динамо», де й розпочав дорослу футбольну кар'єру. У ФНЛ Росії дебютував за «Ростов» 25 травня 2008 року в поєдинку проти іркутської «Зірки».
У липні 2008 року Яків та його співвітчизник російський єврей Борис Ротенберг відправився на перегляд до ізраїльського клубу «Хапоель» (Петах-Тіква). Клуб був зацікавлений у їхніх послугах, оскільки обоє гравців мали єврейське походження та не вважалися б в чемпіонаті легіонерами.
У 2010 та 2012—2013 роках виступав за «Ротор» (Волгоград), а в 2014—2016 роках — за «Сахалін» (Южно-Сахалінськ).
Наприкінці кар'єри виступав у так званій Прем'єр-лізі КФС за «Океан» (Керч), «Кримтеплицю» та «Кафу».